# 11874 Gringauz
11874 Gringauz è un asteroide della fascia principale. Scoperto nel 1989, presenta un'orbita caratterizzata da un semiasse maggiore pari a 2,2484311 UA e da un'eccentricità di 0,1616863, inclinata di 4,87878° rispetto all'eclittica.